# برنیا آلتا
برنیا آلتا (به اسپانیایی: Breña Alta) یک شهرستان در اسپانیا با جمعیت ۷٬۳۳۷ نفر است که در جزایر قناری واقع شده‌است.